# Керіман Халіс
Керіман Хеліс Едже (16 лютого 1913, Стамбул — 28 грудня 2012, Стамбул) — турецька композиторка, піаністка та модель, перша «Міс Світу».

## Життя та сім'я
Справжнє прізвище пращурів Едже — Ебнжоу — абхазьке. На її історичній батьківщині, в Абхазії, Керіман Едже згадують з великою пошаною. Популярністю користується історія про те, як вона виправила інтерв'юера, який назвав її «найкрасивішою туркенею»: «Я не туркеня, а черкеска, абаза». Сім'я проживала на території сучасного Адлера, потім переїхала до Туреччини. Дідусь Едже був пашею, дядько — Мухліс Сабахатін Езгі — знаменитий композитор оперети. Едже отримала чудову світську освіту, брала участь у шкільних конкурсах краси, що стали популярними, коли до влади в Туреччині прийшов уряд Кемаля Ататюрка. Батьки довго пручалися участі в них дочки, але врешті погодилися. Едже перемогла в місцевій школі, в окрузі, а потім, обійшовши 50 претенденток, завоювала титул першої красуні Туреччини на національному конкурсі краси.

## Конкурс краси
3 липня 1932 року в Брюсселі Керіман Хеліс Едже стала переможницею першого конкурсу краси «Міс світу», в якому були учасниці з 28 країн світу. На честь перемоги турецької жінки Ататюрк присвоїв їй ім'я Едже («королева»). Сама Хеліс була вражена реакцією співвітчизників. "Коли я вийшла з вагона, турецькі офіцери пробивали мені дорогу, щоб я могла пройти крізь натовп людей. Вони кричали, розмахували квітами і дуже тепло вітали мене". ЇЇ перемога стала знаковою подією в історії Турецької республіки ХХ століття. Навіть японські соціологи, описуючи зміцнення прав жінок в суспільстві XX століття, часто наводять як приклад особистість Керіман Халіс Едже.

## Подальші роки
Подальше життя Керіман Халіс Едже була закрита від публіки та преси. Вона двічі була одружена, виховала трьох дітей і 13 онуків. Померла 28 січня 2012 від серцевого нападу у віці 98 років. Похована в Стамбулі 30 січня.